# Biersdorf (Daaden)
Biersdorf ist eine ehemals selbständige Gemeinde und heutiger Stadtteil der Stadt Daaden im Landkreis Altenkirchen (Westerwald) in Rheinland-Pfalz.

## Geschichte

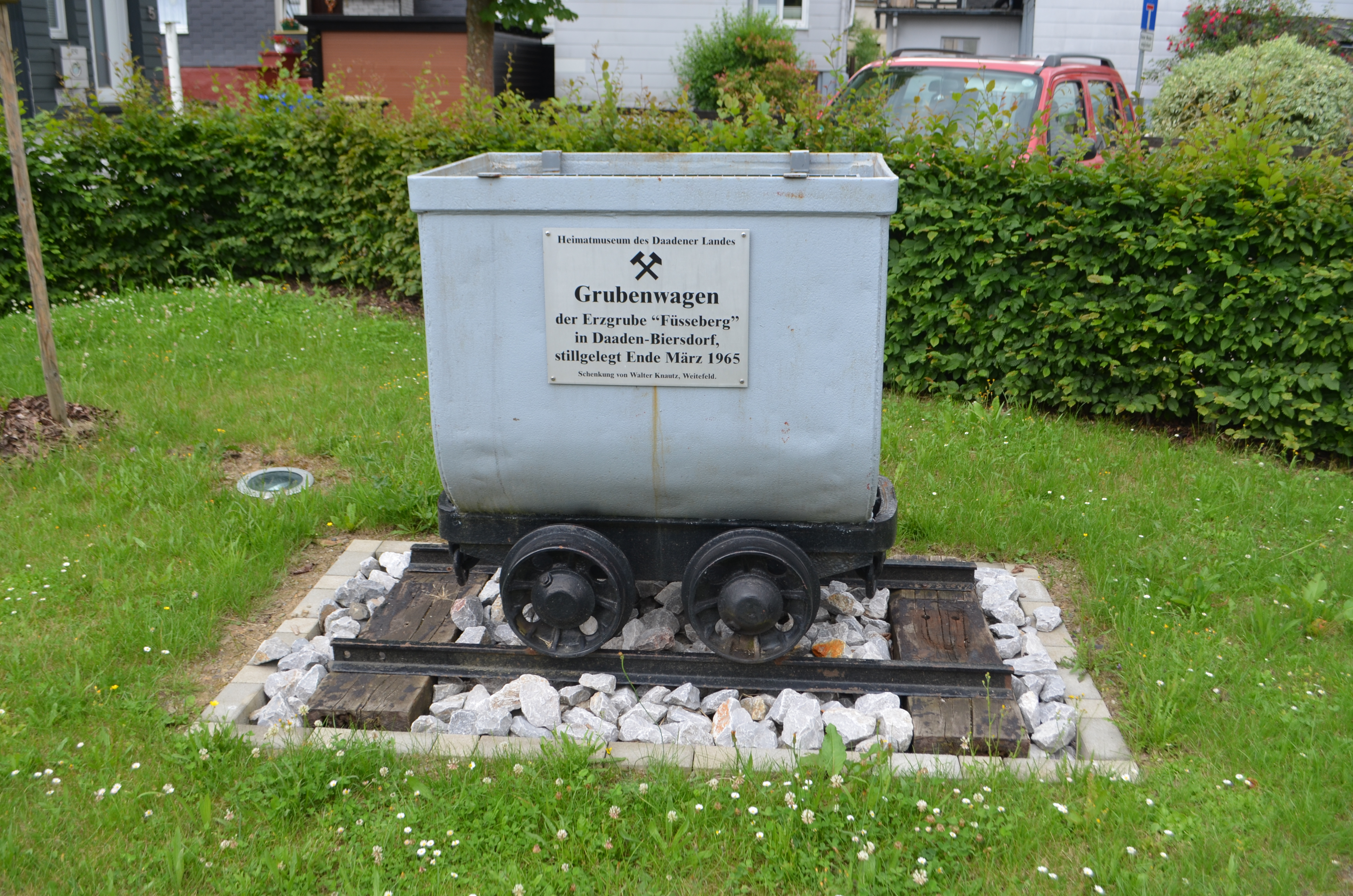
Die Lore auf dem Bürgerplatz erinnert an die Bergwerksgeschichte des Ortes

Biersdorf liegt im Daadetal, in der Nähe des Pfarrortes Daaden. Bedeutung erlangte Biersdorf für den Bergbau im Siegerland als Standort der Gruben Füsseberg, Glaskopf und Ohliger Zug innerhalb des Siegerländer Erzreviers. Bereits Anfang des 18. Jahrhunderts wurde in Biersdorf Erz abgebaut. Nach dem Übergang an das Königreich Preußen als Folge des Wiener Kongresses und der Bildung des Kreises Altenkirchen gehörte Biersdorf seit 1816 zur Bürgermeisterei Daaden. 1885 wurde Biersdorf an die Daadetalbahn von Betzdorf über Biersdorf nach Daaden angeschlossen. Erzbergbau und Hüttenwesen prägten bis 1965 die Gemeinde, als das letzte Bergwerk geschlossen wurde. Nach dem Niedergang des Bergbaus im Daadetal erfolgte im Ortskern von Biersdorf eine Dorfsanierung. Inzwischen ist Biersdorf Standort einiger Mittelstandsbetriebe. Bei der Kommunalreform in Rheinland-Pfalz wurde Biersdorf am 7. Juni 1969 mit damals 1.616 Einwohnern in die Ortsgemeinde Daaden eingemeindet.
Biersdorf ist Standort einer Grundschule, eines Kindergartens und eines Jugendzentrums.
Für die unter Denkmalschutz stehenden Kulturdenkmäler des Ortes siehe Liste der Kulturdenkmäler in Biersdorf.

## Bürgerschaft
Biersdorf verfügt über eine aktive Bürgerschaft. In den Jahren 2011, 2012, und im Jahre 2014 beteiligt sich die Bürgerschaft am Wettbewerb „Unser Dorf hat Zukunft“. Der Wettbewerb 2012 fiel wegen zu geringer Beteiligung im Kreis Altenkirchen aus. Die Bürgerschaft und speziell die „Biersdorfer Backes-Senioren“ schufen einige beispielhafte Projekte für die Biersdorfer Bürger.

## Verkehr

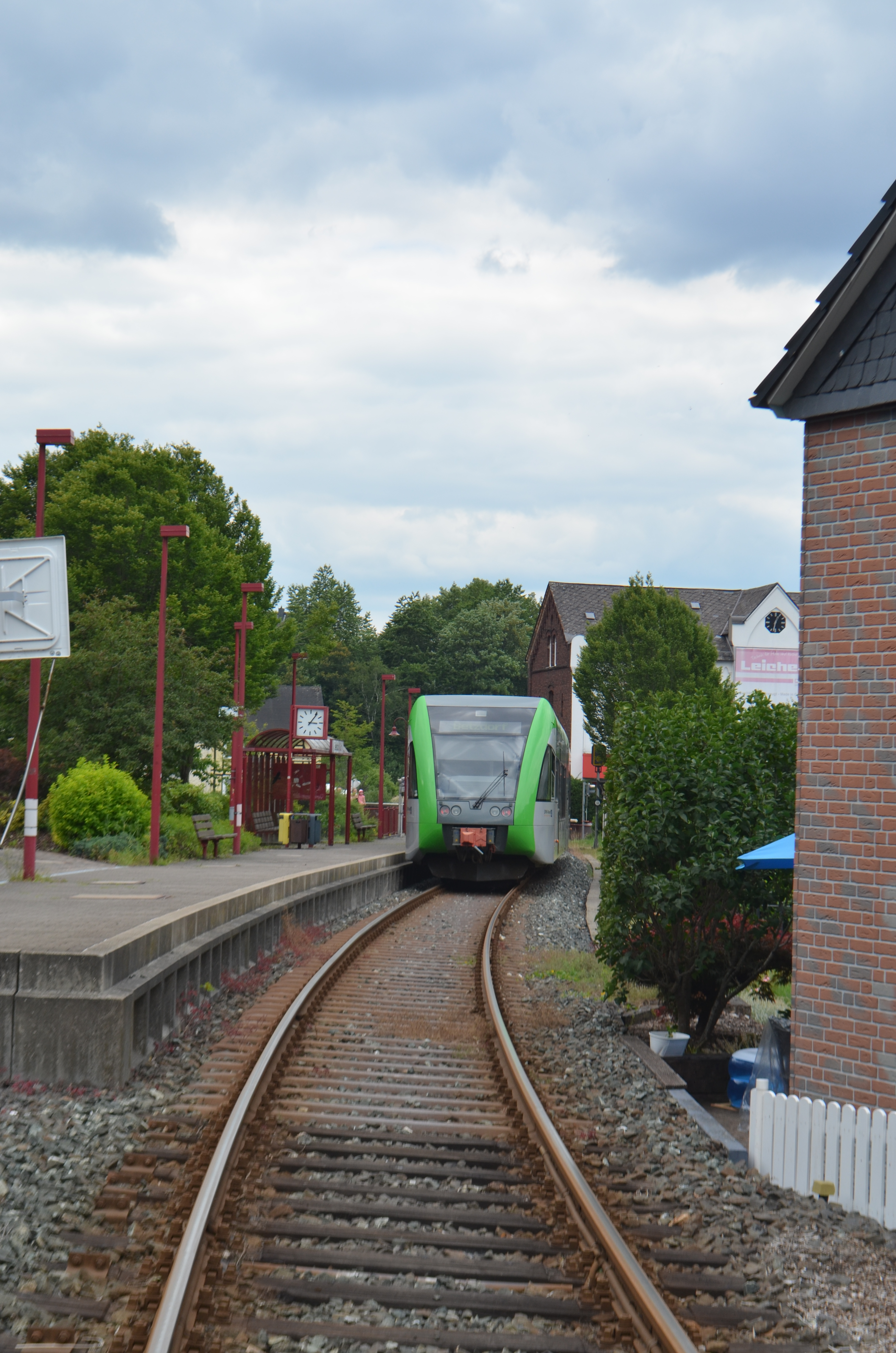
Haltepunkt Biersdorf Ort

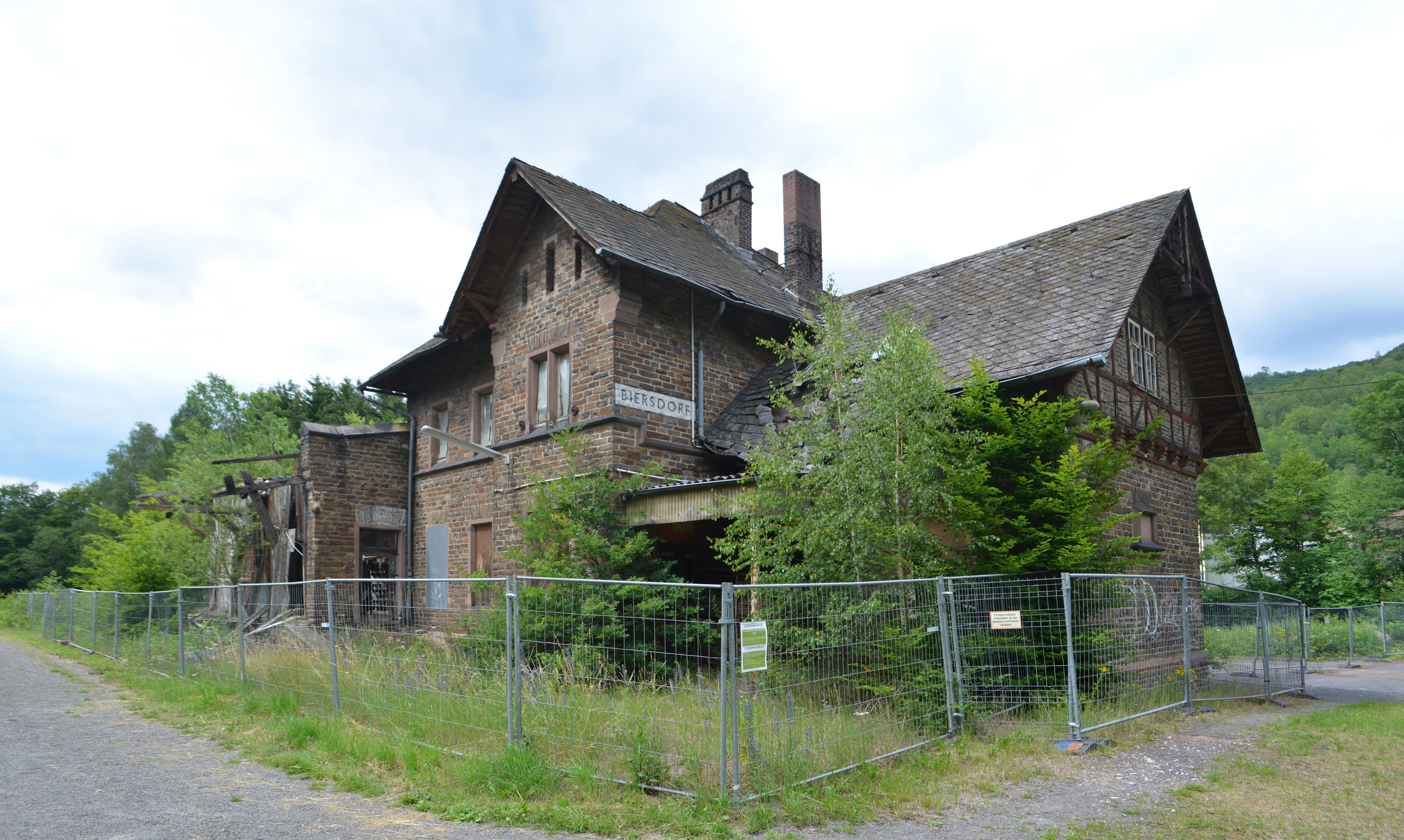
Ehemaliger Bahnhof

Biersdorf ist durch die Station Biersdorf (Ww) Ort an die Bahnstrecke Betzdorf–Daaden (Daadetalbahn) angeschlossen, auf welcher die Züge der Linie RB 97 der Westerwaldbahn täglich im Stundentakt nach Betzdorf und Daaden verkehren.
| Linie | Verlauf | Takt   |
| ----- | --- | ------ |
| RB97  | Daadetal-Bahn: Betzdorf (Sieg) – Alsdorf (Westerw) – Schutzbach – Niederdreisbach – Biersdorf (Westerw) Ort – Daaden Stand: Fahrplanwechsel Dezember 2022 | 60 min |

Bis zum 11. Juni 2022 wurde ebenfalls noch der alte Bahnhof Biersdorf (Westerw) bedient, wegen hoher Sanierungskosten und der besseren Lage des Haltes Ort wurde der Bahnhof jedoch aufgegeben.
Am Bahnhof Betzdorf (Sieg) besteht Anschluss an den Rhein-Sieg-Express RE 9 (Aachen–Köln–Siegburg/Bonn–Au–Betzdorf–Siegen) sowie an die Regionalbahnlinien RB 90 (Westerburg–Betzdorf–Siegen), RB 93 (Betzdorf–Siegen–Bad Berleburg) und RB 96 (Betzdorf–Herdorf–Haiger–Dillenburg).
Durch die Lage im Landkreis Altenkirchen gilt der Tarif des Verkehrsverbund Rhein-Mosel (VRM). Da der Tarif des Verkehrsverbund Rhein-Sieg (VRS) im Landkreis Altenkirchen als Übergangstarif für Fahrten ins/vom VRS-Gebiet anerkannt ist, kann man mit VRS-Fahrkarten von der Daadetalbahn aus in Richtung Köln/Bonn reisen. Gleiche Regelungen gelten für den Westfalentarif für westfälische Ziele wie Siegen. Außerdem gelten u. a. Rheinland-Pfalz-Ticket und Quer-durchs-Land-Ticket.

## Persönlichkeiten
- Ferdinand Weber (1829–1901), Bürgermeister und Mitglied des Nassauischen Kommunallandtags
- Friedrich Lenz (1926–2015), Opernsänger